# Ронненберг
Ронненберг (нім. Ronnenberg) — місто в Німеччині, розташоване в землі Нижня Саксонія. Входить до складу району Ганновер.
Площа — 37,78 км2. Населення становить 24 239 ос. (станом на 31 грудня 2021).